# Lena Grundt
Lena Grundt (* 5. Mai 2004) ist eine deutsche Volleyballspielerin.

## Karriere
Zur Saison 2020/21 stieg Lena Grundt in die erste Mannschaft von Allianz MTV Stuttgart auf. Die damals 16-Jährige war als Ersatz für die Stammlibera Roosa Koskelo vorgesehen. Gleich im ersten Saisonspiel wurde sie von Trainer Giannis Athanasopoulos eingesetzt und feierte ihr Bundesliga-Debüt. Mit der Stuttgarter Mannschaft belegte Lena Grundt in der Hauptrunde den zweiten Platz und erreichte in den Playoffs die Finalserie, welche Allianz MTV Stuttgart mit 2:3 Spielen gegen den Dresdner SC verlor.

## Erfolge
- 2021: Vizemeisterschaft in der Bundesliga